# Hersones
Hersones (grčki: Χερσόνησος; latinski: Chersonesus; bizantski: Χερσών; staroslavenski: Корсунь - Korsun; ukrajinski/ruski: Херсонес - Hersones) grad je na poluotoku Krimu; bivša grčka kolonija stara više od 2500 godina. Grad predstavlja važno povijesno kulturno središte u grčkoj, ukrajinskoj i ruskoj povijesti. Na istom mjestu su Istočni Slaveni službeno primili kršćanstvo 988. godine.
Drevni grad je smješten na obali Crnog mora odnosno periferiji grada Sevastopolja na poluotoku Krimu. Grad ima dva nadimka; »Ukrajinski Pompeji« ili »Ruska Troja«. Ime Hersones na grčkom označava doslovno poluotok koji predstavlja pogodno mjesto za osnivanje kolonije. 

## Povijest
Grad Hersones su osnovali dorski Heleni u 5. stoljeću pr. Kr. na jugozapadnoj obali Krimskog poluotoka, tada po starosjediocima Taurima, poznatog kao Taurica. Tijekom povijesti grad je često obilježila vladavina demokratskih karakteristika koju su predvodili izabrani vlastodršci u sklopu vijeća poznatijih kao Damiorgi. S vremenom je jačala i vlast bogatih pojedinaca tako da je mjesto bilo obilježeno i oligarhijskom vladavinom. Neke vrijedne karakteristike oblika vladavine u kojima su se sužitelji grada zaklinjali i birali na dužnosti zadržao se do današnjih dana. 
Dvije stotine godina pr. Kr. Hersones je postao politički vezan za Bosporsko Kraljevstvo, a sredinom 1. stoljeća pr. Kr. postaje podložan utjecaju Rima. U 3. stoljeću je ovo mjesto bilo poznato kao najproduktivniji centar proizvodnje vina na Crnom moru i ostao je središte razmjene između Grčke, Rima i Bizanta. U 4. stoljeću grad dospijeva pod kraću kontrolu Huna, a zatim se nalazi u sklopu srednjovjekovnog Bizanstskog carstva kada je u većini postao naseljen grčkim i slavenskim stanovništvom. Godine 1299. grad je uništen i opljačkan u sklopu mongolske najezde, a tek se u 19. stoljeću započeo obnavljati na starim, ali u kulturnom smislu vrijednim ruševinama, gotovo iz temelja.

## Odlike
Područje grada je bilo ograđeno obrambenim zidom duljine od oko 3,5 km, te debljine od 3,5 do 4 m i visine do 8-10 m s tornjevima visokima i do 12 m. Ovo područje je pokrivalo površinu od oko 30 ha i u njemu se nalazi rimski amfiteatar i grčki hram.
Starokršćanska bazilika iz 6. stoljeća, poznata kao „Bazilika iz 1935.” (kada je otkrivena za javnost), je najvjerojatnije izgrađena na mjestu starijeg hrama, za koji neki povjesničari misle kako je bila sinagoga, a koja je opet izgrađena na mjestu još starije kršćanske kapele.
Područje obuhvaća i šest sastavnica s gradskim ostatcima i poljoprivrednim zemljištima podijeljenih u nekoliko stotina chora, pravokutnih parcela jednake veličine. Posjedi su bili vinogradi čija je proizvodnja i izvoz vina izdržavala grad sve do 15. stoljeća. Grad ima nekoliko kompleksa zgrada i stambenih četvrti, kao i ranokršćanskih spomenika uz ostatke naselja iz kamenog i brončanog doba, te rimske i srednjovjekovne utvrde i sustava vodovoda, ali i izuzetno dobro očuvane primjere sadnje vinograda i zidova posjeda. To je izvanredan primjer demokratske organizacije zemljišta, odražavajući gradsku društvenu organizaciju drevnog polisa. Prema arheolozima, ovo je dokaz kako na ovim parcelama nisu radili robovi, već lokalni radnici koji su za svoj posao bili plaćeni. Zbog toga su drevni grad Taurski Hersones i njegova chora (seoska okolica) upisani na UNESCOv popis mjesta svjetske baštine u Europi 2013. godine.
- „Zenonov toranj”
- Kazalište u Hersonesu
- „Bazilika u bazilici” (9.-14. st.)
- Mozaik iz „Bazilike u bazilici”
- Neobizantska crkva sv. Vladimira iz 19. st. iznad ostata Hersonesa

## Vanjske poveznice
- University of Texas at Austin Institute of Classical Archaeology Chersonesos project  Arhivirana inačica izvorne stranice od 15. rujna 2013. (Wayback Machine)
- Bulletin of the Odessa Numismatics Museum
- Cherson on Regnal Chronologies
- Brief History of Antique Cities of Tauria and Their Coinage.